# Lok-Sabha-Wahlkreis Uttara Kannada
Der Lok-Sabha-Wahlkreis Uttara Kannada (bis 2004: Lok-Sabha-Wahlkreis Kanara) ist ein Wahlkreis bei den Wahlen zur Lok Sabha, dem Unterhaus des indischen Parlaments. Er liegt im Bundesstaat Karnataka und umfasst den gesamten Distrikt Uttara Kannada sowie ein kleineres Gebiet im Südwesten des Distrikts Belagavi.
Bei der letzten Wahl zur Lok Sabha waren 1.450.599 Einwohner wahlberechtigt.

## Letzte Wahl
Die Wahl zur Lok Sabha 2014 hatte folgendes Ergebnis:
| Kandidat              | Partei                | Stimmen |
| --------------------- | --------------------- | ------- |
| Anantkumar Hegde      | BJP                   | 54,6 %  |
| Prashant R. Deshpande | INC                   | 40,6 %  |
| Sonstige              | Sonstige              | 3,2 %   |
| Keiner der Kandidaten | Keiner der Kandidaten | 1,6 %   |

## Wahl 2009
Die Wahl zur Lok Sabha 2009 hatte folgendes Ergebnis:
| Kandidat                     | Partei   | Stimmen |
| ---------------------------- | -------- | ------- |
| Anantkumar Hegde             | BJP      | 44,6 %  |
| Margaret Alva                | INC      | 41,6 %  |
| V. D. Hegade                 | JD(S)    | 6,4 %   |
| Yashwant Timmanna Nippanikar | Unabh.   | 2,1 %   |
| Hadapad Basavaraj Dundappa   | BSP      | 1,2 %   |
| D. M. Gurav                  | SHS      | 1,1 %   |
| Sonstige                     | Sonstige | 3,0 %   |

## Bisherige Abgeordnete
| Wahl      | Name                      | Partei | Stimmen |
| --------- | ------------------------- | ------ | ------- |
| 1951–1952 | Joachim Alva              | INC    | 60,5 %  |
| 1957      | Joachim Alva              | INC    | 48,8 %  |
| 1962      | Joachim Alva              | INC    | 46,7 %  |
| 1967      | D. D. Dattatraya          | Unabh. | 51,2 %  |
| 1971      | Balakrishna Venkanna Naik | INC    | 67,8 %  |
| 1977      | Balsu Pursu Kadam         | INC    | 51,7 %  |
| 1980      | G. Devaraya Naik          | INC(I) | 58,0 %  |
| 1984      | G. Devaraya Naik          | INC    | 50,3 %  |
| 1989      | G. Devaraya Naik          | INC    | 38,0 %  |
| 1991      | G. Devaraya Naik          | INC    | 35,5 %  |
| 1996      | Anantkumar Hegde          | BJP    | 42,9 %  |
| 1998      | Anantkumar Hegde          | BJP    | 50,7 %  |
| 1999      | Margaret Alva             | INC    | 47,8 %  |
| 2004      | Anantkumar Hegde          | BJP    | 51,9 %  |
| 2009      | Anantkumar Hegde          | BJP    | 44,6 %  |
| 2014      | Anantkumar Hegde          | BJP    | 54,6 %  |

## Wahlkreisgeschichte
Der Wahlkreis bestand unter dem Namen Kanara seit der ersten Lok-Sabha-Wahl 1951. Bis 1956 gehörte er zum Bundesstaat Bombay, danach zum Bundesstaat Mysore, ehe dieser 1973 in Karnataka umbenannt wurde. Zur Lok-Sabha-Wahl 2009 wurde der Wahlkreis in Uttara Kannada umbenannt.